# پرانگتسی
پرانگتسی (به صربی: Pranjci) یک منطقهٔ مسکونی در صربستان است که در پریژپولجه واقع شده‌است. پرانگتسی ۳۶۰ نفر جمعیت دارد.